# Хилдейл
Хилдейл (на английски: Hildale) е град в окръг Уошингтън, щата Юта, САЩ. Хилдейл е с население от 1895 жители (2000) и обща площ от 7,6 km². Намира се на 1539 m надморска височина. ЗИП кодът му е 84784, а телефонният му код е 435.